# Mesophantia kanganica
Mesophantia kanganica är en insektsart som beskrevs av Dlabola 1983. Mesophantia kanganica ingår i släktet Mesophantia och familjen Flatidae. Inga underarter finns listade i Catalogue of Life.